# Luma albifascialis
Luma albifascialis är en fjärilsart som beskrevs av George Francis Hampson 1897. Luma albifascialis ingår i släktet Luma och familjen Crambidae. Inga underarter finns listade i Catalogue of Life.